# Ercole Tommaso Roero
Ercole Tommaso Roero, markiz di Cortanze (ur. 1661, zm. 24 stycznia 1747 w Turynie) – włoski dyplomata w służbie Sabaudii.
Był oficerem w armii sabaudzkiej; dowódca pułku artylerii "Cortanze". W latach 1707–1708 był posłem Sabaudii-Piemontu w Wiedniu. Swą karierę zakończył jako Wicekról Sardynii (1727-1731) i gubernator stolicy Sabaudii – Turynu.
Jego żona była Ludovica Caterina Roero di Settime (poślubił ją dnia: 10.06.1687). Z tego małżeństwa narodziła się córka Barbara Bendetta Roero, której mężem został  Alfonso Enrico dal Pozzo 3. książę Cisterna e Belriguardo.

## Literatura
- Raviola, Blythe Alice, Prima del viceregno. Ercole Tommaso Roero di Cortanze, patrizio di Asti, militare e diplomatico